# Coppa delle Coppe 1980-1981 (hockey su pista)
La Coppa delle Coppe 1980-1981 è stata la 5ª edizione dell'omonima competizione europea di hockey su pista riservata alle squadre di club. Il torneo ha avuto inizio il 25 aprile e si è concluso il 27 giugno 1981. Il titolo è stato conquistato dai portoghesi dello Sporting CP per la prima volta nella loro storia sconfiggendo in finale gli spagnoli del Cibeles. In quanto squadra vincitrice, lo Sporting CP ha ottenuto anche il diritto di partecipare alla Supercoppa d'Europa.

## Squadre partecipanti
| Nazione        | Club        | Città     | Qualificazione                              |
| -------------- | ----------- | --------- | ------------------------------------------- |
| Belgio         | Kurink      | Hasselt   | Wild Card                                   |
| Francia        | Tourcoing   | Tourcoing | 2º in 1ere Division 1980                    |
| Germania Ovest | Herten      | Herten    | 2º in 1 Bundesliga 1980                     |
| Italia         | Pordenone   | Pordenone | Detentore della Coppa Italia 1979-1980      |
| Paesi Bassi    | Residentie  | L'Aia     | 3º in 1ª Klasse 1980                        |
| Portogallo     | Sporting CP | Lisbona   | Finalista in Coppa del Portogallo 1979-1980 |
| Spagna         | Cibeles     | Oviedo    | Detentore della Coppa del Re 1980           |
| Svizzera       | Montreux    | Montreux  | Detentore della Coppa di Svizzera 1980      |

## Risultati

### Quarti di finale
| Squadra 1   | Totale | Squadra 2  | Andata | Ritorno |
| ----------- | ------ | ---------- | ------ | ------- |
| Herten      | 9 - 7  | Residentie | 6 - 4  | 3 - 3   |
| Montreux    | 9 - 10 | Cibeles    | 4 - 3  | 5 - 7   |
| Pordenone   | 15 - 0 | Kurink     | 14 - 0 | 1 - 0   |
| Sporting CP | 36 - 5 | Tourcoing  | 26 - 1 | 10 - 4  |

### Semifinali
| Squadra 1   | Totale | Squadra 2 | Andata | Ritorno |
| ----------- | ------ | --------- | ------ | ------- |
| Sporting CP | 11 - 4 | Herten    | 5 - 3  | 6 - 1   |
| Pordenone   | 6 - 7  | Cibeles   | 3 - 2  | 3 - 5   |

### Finale
| Squadra 1 | Totale | Squadra 2   | Andata | Ritorno         |
| --------- | ------ | ----------- | ------ | --------------- |
| Cibeles   | 6 - 6  | Sporting CP | 4 - 1  | 2 - 5 (0-2 dtr) |

#### Andata
| Oviedo 13 giugno 1981 | Cibeles | 4 – 1 | Sporting CP |  |

#### Ritorno
| Lisbona 27 giugno 1981                       | Sporting CP          | 5 – 2 (d.t.s.) | Cibeles |  |
| \| \| \| \| \| \| Tiri di rigore 2 – 0 \| \| |                      |                |         |  |
|                                              |                      |                |         |  |
|                                              | Tiri di rigore 2 – 0 |                |         |  |